# فهرست قبیله‌های هزاره
قبیله‌های هزاره به مجموعه گروه‌های قومی گفته می‌شوند که عمدتاً در منطقهٔ هزارستان (هزاره‌جات) واقع در مناطق مرکزی افغانستان سکونت دارند. با این حال، جمعیت قابل توجهی از آن‌ها عمدتاً در کویته، پاکستان و مشهد، ایران و در سایر نقاط جهان پراکنده اند.
نظر به کتاب سراج التواریخ اثر فیض‌محمد کاتب برخی از قبایل بزرگ هزاره متشکل از ۱۲ دای می‌باشند، مانند:
1. دای زنگی
2. دای کندی
3. دای میرکشه
4. دای میرداد
5. دای خیتای
6. دای چوپان
7. دای فولاد
8. دای کلان
9. دای دهقان
10. دای قوزی
11. دای میرک
12. دای مردگان

## فهرست
در زیر یک لیست جزئی از قبایل مختلف هزاره‌ها ترتیب شده است که منبع آن جلد اول سراج التواریخ اثر فیض‌محمد کاتب می‌باشد:
| نام         | شاخه ای از       | سکونت‌گاه اصلی                                    |
| ----------- | ---------------- | ------------------------------------------------ |
| دایزنگی     | قبیله مستقل      | ولایت بامیان و ولسوالی لعل و سرجنگل              |
| دایکندی     | قبیله مستقل      | ولایت دایکندی، ولسوالی لعل و سرجنگل و ارزگان     |
| دای میرکشه  | قبیله مستقل      | ولایت غزنی                                       |
| دای دهقان   | قبیله مستقل      | ولایت میدان وردک                                 |
| دایچوپان    | قبیله مستقل      | ولایت زابل، دایکندی و ارزگان                     |
| دای خیتای   | قبیله مستقل      | ولایت دایکندی و ارزگان                           |
| دایمیرداد   | قبیله مستقل      | ولایت میدان وردک و غزنی                          |
| دای کلان    | قبیله مستقل      | ولایت پروان و بغلان                              |
| دای قوزی    | قبیله مستقل      | ولایت بغلان و ولایت بامیان                       |
| دای فولاد   | قبیله مستقل      | ولایت غزنی                                       |
| دایمیرک     | قبیله مستقل      | ولایت بغلان                                      |
| دای مردگان  | قبیله مستقل      | فعلاً نامشخص                                      |
| بهسود       | دای دهقان        | ولسوالی حصهٔ اول بهسود، ولسوالی مرکز بهسود و ناور |
| جاغوری      | دای میرکشه       | ولسوالی جاغوری                                   |
| جغتو        | دای میرکشه       | ولسوالی جغتو                                     |
| شیخ علی     | دای کلان         | ولسوالی شیخ علی و ولایت پروان                    |
| نیکپای      | دای کلان         | ولسوالی دوشی                                     |
| ترکمنی      | دای کلان         | ولسوالی سرخ پارسا و غوربند                       |
| محمد خواجه  | دای میرکشه       | ولسوالی قره‌باغ، جغتو و خواجه عمری                |
| قره‌باغی     | دای میرکشه       | ولسوالی قره‌باغ                                   |
| چهاردسته    | دای میرکشه       | ولایت غزنی                                       |
| قلندر       | دای میرکشه       | ولسوالی جاغوری                                   |
| مسکه        | دای میرکشه       | ولسوالی جاغوری                                   |
| پشی         | دای میرکشه       | ولسوالی جاغوری                                   |
| قطغن        | دای میرکشه، قطغن | قطغن، قطغن و بدخشان، ولایت غزنی                  |
| بچه غلام    | دایزنگی          | ولسوالی پنجاب                                    |
| ارزگانی     | دای خیتای        | ولایت ارزگان                                     |
| داهله       | دای فولاد        | ولایت قندهار                                     |
| ایماق هزاره | چهار ایماق       | ولایت غور، بادغیس و هرات                         |
| تاتار هزاره | دای زینات        | فاریاب و بادغیس                                  |

## برخی از قبیله‌های مشهور

### شیخ علی
هزاره‌های شیخ علی به دایکلان نیز معروف بوده است. این قبیله بین پروان و بامیان در منطقه غوربند سکونت دارند. هزاره‌های شیخ علی عمدتاً از چهار قبیله بزرگ مانند دایکلان، نایمان، قرلق و کرم علی تشکیل یافته‌اند. سایر قبیله‌های شیخ علی شامل علی جم، نیک پای، ده میرگ، تاتار، بابر و غیره می‌باشند.

### بهسود
بهسود و زیر قبایل آن دولت یار، درویش علی، ایسم تیمور، میربچه، دهقان، باتور و غیره هستند.

### دایکندی
این قبیله بیشتر از دایکندی می‌باشند. مطابق به عرف آنها معتقدند جدشان کندی برادر زنگی بوده است. زیر قبایل آن دولت بیگ، حیدر بیگ، روشن بیگ، اشترلی، میر هزار، شیخ میران و غیره هستند.

### دایزنگی

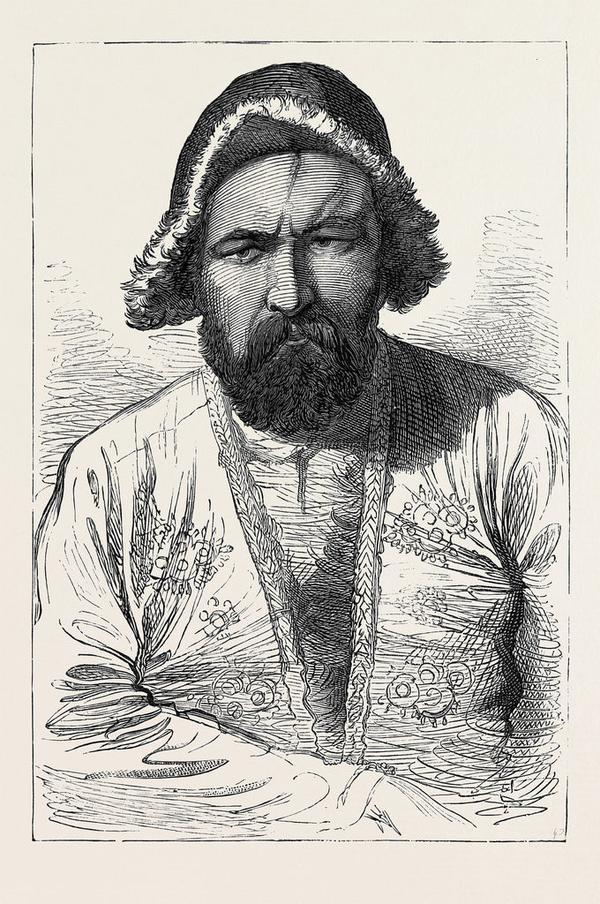
پرتره‌ای از یک هزاره دایزنگی ۱۸۹۷

قبیله دایزنگی بیشتر در نقطه مرکزی هزاره جات سکونت گزیدند که شامل ولسوالی‌های لعل و سرجنگل، پنجاب و ورس می‌شود. زیر قبایل آن بچه غلام، بابلی، گدی، کوت داغی، قره قل داغی، میرامور، سگ پای، سه پای، سگ دیز و غیره هستند.

### دای میرک
دای‌میرک قبیله‌ای از مردم هزاره است که بیش‌تر شامل طوایف قوزی، ده‌مرده، خوجه‌احمد و ساکه در نهرین، طوایف خردی و ختای حدود ده هزار خانوار در دهنهٔ غوری قلندر و گردی در جلگه، قوزی و ساکه در اندراب و از تمام طوایف دای‌میرک حدود ده هزار خانواده در پلخمری زیست دارند. دای‌میرک‌ها یکی از طوایف مقتدر و با نفوس هزاره‌ها در بغلان‌اند.
دای‌میرک‌ها سنی مذهب و اسماعیلیه اند و بنابر باور خودشان نوادگان ترکان تخار اند.

### جاغوری
جاغوری‌ها یکی از قبایل بزرگ هزاره اند که عمدتاً از ولسوالی جاغوری، ولایت غزنی می‌باشند. زیر قبایل معروف جاغوری عبارتند از: قلندر، چهاردسته، آته، مسکه، شیرداغ، باغچاری، بوباش و غیره.

### جغتو
جغتو از جمله قبایل بزرگ هزاره است که بیشتر از ولسوالی جغتو، ولایت غزنی می‌باشند.

### محمد خواجه

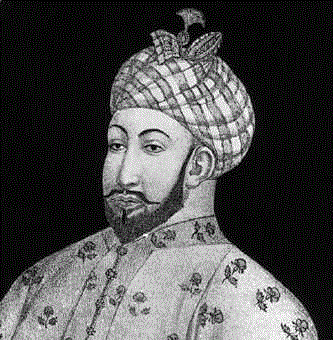
مینیاتوری از امیر محمد خواجه

محمد خواجه یکی از قبایل بزرگ و تاریخی هزاره‌ها در افغانستان می‌باشد که بیشتر از ولایت غزنی می‌باشند.

### دای خیتای
دای خیتای در مرکز-جنوب افغانستان زندگی می‌کنند. صرف نظر از موقعیت آنها در میان دیگر قبایل، دای خیتای همراه با دای چوپان قبیله بزرگتر ارزگانی هزاره‌ها را تشکیل می‌دهند.

### دایچوپان
دایچوپان در جنوب افغانستان زندگی می‌کنند. منطقه‌ای به همین نام دای چوپان در ولایت زابل از نام همین قبیله گرفته شده است. دای چوپان از نوادگان امیر چوپان، یک از سرداران هزاره بود که آرامگاه وی در گرشک، ولایت هلمند می‌باشد.

### دایمیرداد
دایمیرداد عمدتاً در ولسوالی دایمیرداد، ولایت میدان وردک زندگی می‌کند. دایمیردادی‌ها قرابت نزدیک به قبیله بهسود دارند.

### هزاره ایماق
هزارهٔ ایماق از جمله هزاره‌های سنی‌مدهب هستند که در بین دیگر ایماق‌ها زندگی می‌کنند.